# Mistake Crag
Mistake Crag är en kulle i Antarktis. Den ligger i Sydshetlandsöarna. Argentina, Chile och Storbritannien gör anspråk på området. Toppen på Mistake Crag är 90 meter över havet.
Terrängen runt Mistake Crag är huvudsakligen kuperad, men österut är den platt. Havet är nära Mistake Crag åt sydost. Trakten är glest befolkad. Närmaste befolkade plats är Commandante Ferraz Station, 13,3 kilometer nordväst om Mistake Crag. 